# Nathan Lovejoy
Nathan Lovejoy (nacido el 2 de diciembre de 1981) es un actor australiano, conocido por su papel como director Swift en la comedia de ciencia ficción para adolescentes de Disney Channel Gabby Duran & the Unsittables, por la que fue nominado al Premio Daytime Creative Arts Emmy como mejor actuación principal en un programa Infantil; y como Borkman en la serie de comedia australiana Sammy J & Randy en Ricketts Lane, por la que fue nominado a un Premio AACTA a la mejor interpretación en una comedia televisiva.
También apareció como Felix Rolleston en la película para televisión The Mystery of a Hansom Cab y Will Sharp en la temporada 2 del thriller político de ABC The Code.

## Vida y carrera
Lovejoy nació en Launceston, Tasmania. Asistió a Vermont Secondary College y se graduó del Instituto Nacional de Arte Dramático.

## Filmografía

### Televisión
| Año  | Título                           | Papel                      | Notas                  |
| ---- | -------------------------------- | -------------------------- | ---------------------- |
| 2019 | Gabby Duran & the Unsittables    | Director Swift             | 17 episodios           |
| 2018 | The Good Place                   | Gel Mibson                 | 1 episodio             |
| 2018 | True Story with Hamish & Andy    | Scott                      | 1 episodio             |
| 2017 | Becoming Bond                    | Chook Warner               | Película de televisión |
| 2016 | Deep Water                       | Maestri                    | 1 episodio             |
| 2016 | Bombshell                        | Martini Gotje              | Película de televisión |
| 2016 | Here Come the Habibs!            | Bobby Peeker               | 1 episodio             |
| 2016 | The Code                         | Will Sharp                 | 6 episodios            |
| 2015 | Sammy J & Randy in Ricketts Lane | Borkman                    | 6 episodios            |
| 2015 | The Kettering Incident           | Tim Edwards                | 2 episodios            |
| 2014 | This is Littleton                | Varios                     | 4 episodios            |
| 2012 | The Mystery of a Hansom Cab      | Felix Rolleston            | Película de televisión |
| 2011 | At Home With Julia               | Dueño de tienda de joyería | 1 episodio             |
| 2011 | My Place                         | Chaplain                   | 1 episodio             |
| 2011 | Laid                             | Guy                        | 1 episodio             |
| 2010 | Review with Myles Barlow         | Don                        | 1 episodio             |
| 2010 | The Pacific                      | Sargento Crease            | 1 episodio             |
| 2005 | HeadLand                         | Pete Coleman               | 5 episodios            |

## Teatro
| Año  | Title                           | Papel                     | Notas                                       |
| ---- | ------------------------------- | ------------------------- | ------------------------------------------- |
| 2017 | The Rover                       | Frederick/Don Antonio     | Belvoir                                     |
| 2015 | Romeo y Julieta                 | Benvolio                  | Bell Shakespeare/Sydney Symphony Orchestra  |
| 2014 | El alma buena de Szechwan       | Esposo/Mi Tsu             | Malthouse Theatre                           |
| 2014 | Clybourne Park                  | Karl/Steve                | Ensemble Theatre                            |
| 2014 | Hamlet                          | Ros/Guil                  | Belvoir                                     |
| 2014 | Empire: Terror on the High Seas | Dick Cavendish            | Tamarama Rock Surfers                       |
| 2013 | Enrique IV                      | Warwick/Snare             | Bell Shakespeare                            |
| 2011 | This Year's Ashes               | Brian/Adam/Tom            | Griffin Theatre Company                     |
| 2011 | Mucho ruido y pocas nueces      | Borachio                  | Bell Shakespeare                            |
| 2010 | Himmelweg, camino del cielo     | Comandante                | Ride On Theatre/Griffin Theatre Company     |
| 2009 | Las brujas de Salem             | Reverendo Hale            | Sydney Theatre Company                      |
| 2009 | El sueño de una noche de verano | Demetrius/Starveling/Moon | Bell Shakespeare/Sydney Symphony Orchestra  |
| 2008 | Anatomy Titus: Fall of Rome     | Bassianus/Saturninus      | Bell Shakespeare/Queensland Theatre Company |
| 2008 | Noche de reyes                  | Malvolio/Antonio          | Siren Theatre Company                       |
| 2007 | El mercader de Venecia          | Antonio/Shylock           | Ride On/Belvoir                             |
| 2006 | La tempestad                    | Caliban                   | Bell Shakespeare                            |
| 2005 | El rey Lear                     | Edmund/Kent               | Harlos Productions                          |
| 2005 | Bones                           | Benny                     | Darlinghurst Theatre Company                |